# دينيس تورنر
دينيس تورنر (بالإنجليزية: Denys Turner)‏ هو فيلسوف بريطاني، ولد في 5 أغسطس 1942.